# Aeroporto Internazionale di Chiang Mai
L'Aeroporto Internazionale di Chiang Mai (in thailandese ท่าอากาศยานเชียงใหม่; IATA: CNX, ICAO: VTCC) è un aeroporto thailandese situato a Chiang Mai, quarto del paese per traffico e il maggiore della Thailandia del Nord.

## Storia
L'aeroporto venne fondato nel 1921 con il nome "Aeroporto di Suthep".
A seguito della chiusura temporanea dell'aeroporto di Bangkok-Suvarnabhumi dovuta alle proteste del 2008, l'aeroporto di Chiang Mai divenne lo scalo alternativo per le tratte Taipei-Europa della China Airlines e Singapore-Zurigo della Swiss International Air Lines. Il 24 gennaio 2011, l'aeroporto divenne secondo hub principale della compagnia aerea Thai AirAsia.
Nel 2014 ci furono degli aggiornamenti alla struttura: fu ingrandito il piazzale per gli aerei, come la sala degli arrivi internazionali e delle partenze nazionali, e l'orario di operatività venne esteso a 24 ore su 24 e 7 giorni su 7.

## Strutture
L'aeroporto si trova ad un'altitudine di 316 metri sul livello del mare. La pista di atterraggio è stata costruita in asfalto, è lunga 3 100 metri per 44 m di larghezza e il suo orientamento è di 18/36. Sono presenti due terminal, uno per i voli domestici e uno per i voli internazionali.

## Statistiche
Questo grafico non è disponibile a causa di un problema tecnico.
Si prega di non rimuoverlo.
Vedi la query Wikidata di origine.

Le rotte più trafficate da Chiang Mai nel 2019 sono state:
| Posizione | Posizione var. 18-19 | Aeroporto            | Passeggeri |
| --------- | -------------------- | -------------------- | ---------- |
| 1         | Stabile              | Bangkok-Don Mueang   | 3 565 272  |
| 2         | Stabile              | Bangkok-Suvarnabhumi | 2 866 138  |
| 3         | Stabile              | Phuket               | 415 726    |
| 4         | Stabile              | U-Tapao              | 323 547    |
| 5         | Stabile              | Krabi                | 209 382    |

| Posizione | Posizione var. 18-19 | Aeroporto    | Passeggeri |
| --------- | -------------------- | ------------ | ---------- |
| 1         | Stabile              | Shanghai     | 446 398    |
| 2         | Stabile              | Hong Kong    | 323 897    |
| 3         | Stabile              | Guangzhou    | 297 819    |
| 4         | nuovo                | Incheon      | 251 805    |
| 5         | 1                    | Kunming      | 232 791    |
| 6         | nuovo                | Taipei       | 221 975    |
| 7         | 2                    | Kuala Lumpur | 171 918    |
| 8         | 1                    | Singapore    | 128 657    |
| 9         | 1                    | Macao        | 112 956    |
| 10        | nuovo                | Beijing      | 110 614    |